# Ван Бат, Бернард Слихер
Бернард Слихер ван Бат (нидерл. Bernard Slicher van Bath; 12 февраля 1910 — 27 сентября 2004) — нидерландский историк, в частности сельского хозяйства, медиевист; также специалист по истории Латинской Америки. Наиболее известная работа «Аграрная история Западной Европы (500—1850)» (1960; переведена на английский, японский, итальянский, испанский и португальский языки). Эмерит-профессор Лейденского университета.
Учился на археолога и историка в Гронингене и Утрехте.
Докторскую степень cum laude получил в Амстердамском университете в ноябре 1945 года. С 1956 года — полный профессор.
В 1967/68 году — приглашённый профессор Чикагского университета.
В 1976—81 годах — экстраординарный профессор истории Латинской Америки Лейденского университета.
Член-корреспондент Британской академии (1971).
В 1941 году женился, детей не было.